# Forêt nationale de Pike
Pour les articles homonymes, voir Pike.
La forêt nationale de Pike, en anglais Pike National Forest, est une forêt nationale américaine située dans le centre du Colorado. Couvrant 4 478 km2, cette aire protégée créée en février 1892 est gérée par le Service des forêts des États-Unis.